# Francesco Maselli
Francesco Maselli (Citto Maselli) (Roma, 9 de diciembre de 1930-Roma, 21 de marzo de 2023) fue un director de cine italiano.

## Biografía
Francesco Maselli se graduó en arte cinematográfico por el Centro sperimentale di cinematografia de Cinecittà (Roma) en 1949. Empezó su carrera como asistente de Luigi Chiarini y de Michelangelo Antonioni en varias películas y documentales. En 1953 cooperó con Luchino Visconti en el epidocio de Siamo Donne interpretado por Anna Magnani. En el mismo año fue director con Cesare Zavattini de storia di Caterina, un episodio de la película L'amore in città. Su primera obra importante fue Gli sbandati, de 1955, un filme sobre la Segunda Guerra Mundial con la actriz Lucia Bosè (madre de Miguel Bosé).
Maselli es un cineasta neorrealista. El suyo es un cine de autor, pero también ha hecho cine documental y filmes televisivos. El cine de Maselli presenta a menudo problemáticas sociales. Los suyos son asuntos ideológicos, políticos y morales.

## Filmografía
- Tibet proibito (1949)
- Bagnaia, villaggio italiano (1949)
- Finestre (1950)
- Zona pericolosa (1951)
- Stracciaroli (1951)
- Sport minore (1951)
- Bambini (1951)
- Ombrelli (1952)
- Uno spettacolo di pupi (1953)
- I fiori (1953)
- Festa dei morti in Sicilia (1953)
- Città che dorme (1953)
- L'amore in città (1953) (episodio "Storia di Caterina")
- Cantamaggio a Cervarezza (1954)
- Gli sbandati  (1955)
- La donna del giorno (1956)
- Bambini al cinema (1956)
- Adolescenza (1959)
- La suola romana (1960)
- I delfini (1960)
- Le italiane e l'amore (1961) (episodio "Le adolescenti e l'amore")
- Gli indifferenti (1964)
- Fai in fretta ad uccidermi... ho freddo! (1967)
- Ruba al prossimo tuo (1969)
- Lettera aperta a un giornale della sera (1970)
- Il sospetto (1975)
- Tre operai (1980) (TV)
- L'addio a Enrico Berlinguer (1984) (documental colectivo)
- Storia d'amore (1986)
- Codice privato (1988)
- L'alba (1990)
- Il segreto (1990)
- Intolerance (1996) (episodio "Pietas")
- Cronache del terzo millennio (1996)
- Il compagno (1999) (TV)
- Un altro mondo è possibile (2001) (documental colectivo)
- Lettere dalla Palestina (2002)
- Firenze, il nostro domani (2003)
- Frammenti di Novecento (2005)
- Civico zero (2007)
- Le ombre rosse (2009)

## Premios y distinciones
Festival Internacional de Cine de Venecia
| Año  | Categoría                  | Película        | Resultado |
| ---- | -------------------------- | --------------- | --------- |
| 1955 | Mejor director novel       | Los extraviados | Ganador   |
| 1986 | Premio especial del jurado | Storia d'amore  | Ganador   |